# Amt Freudenburg
Das Amt Freudenburg war ein Verwaltungsbezirk (Amt) im Landkreis Saarburg im Regierungsbezirk Trier.
Nach dem Preußischen Gemeindelexikon von 1930 war der Landkreis in folgende Ämter eingeteilt:
Freudenburg, Irsch-Beurig, Orscholz, Perl, Saarburg-Land, Sinz-Nennig, Tawern und Zerf.
1931 war der Verwaltungssitz in Freudenburg und der Bürgermeister hieß Basten.
Die Amtsvertretung hatte 11 Sitze.
Es bestand eine Personalunion mit dem Amt Orscholz.
Von den 2713 Einwohnern waren 2627 katholisch, 24 evangelisch und 62 israelisch.
Die Gesamtfläche betrug 4186 Hektar (ha), davon bebaute Fläche 15 ha, Ackerland 953 ha, Wald- und Wiesenfläche 2093 ha.
Zugehörige Gemeinden waren (Stand 1931):
1. Gemeinde Freudenburg: Mischgemeinde
2. Gemeinde Hamm: Mischgemeinde
3. Gemeinde Kastel-Staadt: Mischgemeinde
4. Gemeinde Taben-Rodt: Mischgemeinde

## Geschichte
Das Amt Freudenburg entstand 1927 aus der Bürgermeisterei Freudenburg, kam 1967 zum Amt Saarburg-Land, 1968 zur Verbandsgemeinde Saarburg-Land und 1970 zur Verbandsgemeinde Saarburg.